# ناچو (بازیکن فوتبال، زاده ۱۹۸۹)
ناچو (انگلیسی: Nacho؛ زادهٔ ۷ مارس ۱۹۸۹) بازیکن فوتبال اهل اسپانیا است.
از باشگاه‌هایی که در آن بازی کرده‌است می‌توان به باشگاه فوتبال ختافه، باشگاه فوتبال رایو وایکانو، و باشگاه فوتبال رئال وایادولید اشاره کرد.